# Columbia Heights (metropolitana di Washington)
Columbia Heights è una stazione della metropolitana di Washington, situata sul tratto comune di linea gialla e linea verde. Si trova tra i quartieri di Columbia Heights e di Mount Pleasant.
È stata inaugurata il 18 settembre 1999, contestualmente alla stazione di Georgia Avenue-Petworth.
La stazione è servita da autobus del sistema Metrobus (anch'esso gestito dalla WMATA) e dal DC Circulator.